# Marvin Andrews
Marvin Andrews (* 22. prosince 1975) je bývalý trinidadsko-tobažský fotbalový obránce, naposledy hrající za čtvrtoligový skotský klub Clyde FC. Je účastníkem fotbalového MS 2006 v Německu.